# María Guiomar Vucetich
María Guiomar Vucetich es una paleontóloga y zoóloga argentina. Desempeña actividades académicas y científicas en el Museo de La Plata, y pertenece a la carrera de Investigador Principal CONICET.

## Abreviatura (zoología)
La abreviatura Vucetich  se emplea para indicar a María Guiomar Vucetich como autoridad en la descripción y taxonomía en zoología.

Es la autora de varios géneros como: género Callistomys con Louise Emmons en 1998; Pampatemnus (1982), Theridomysops (1995), Cephalomyopsis (1985), Massoiamys (1978).

## Homenajes
Se le dedicó el género †Vucetichia (Ferugliotherium) y la especie Amphibradys guiomari.

## Algunas publicaciones

### Artículos científicos en revistas
- VUCETICH, MARÍA GUIOMAR; PÉREZ M. E.; ARNAL M.; DESCHAMPS C; VIEYTES C. E. 2016. Caviomorph rodents: main features of their evolution. Contribuciones del MACN: 347 - 358

- ARNAL M.; VUCETICH, MARÍA GUIOMAR. 2015. Main radiation events in Pan-Octodontoidea (Rodentia, Caviomorpha). ZoologicalL J. of the Linnean Soc.

- ARNAL MICHELLE; VUCETICH, MARÍA GUIOMAR. 2015. Revision of the fossil rodent Acaremys Ameghino, 1887 (Hystricognathi, Octodontoidea, Acaremyidae) from the Miocene of Patagonia (Argentina) and the description of a new acaremyid. Historical Biol. 42 - 59

- VUCETICH, MARÍA GUIOMAR; DOZO, MARÍA TERESA; ARNAL, MICHELLE; PEREZ, MARÍA ENCARNACIÓN. 2015. New rodents (Mammalia) from the late Oligocene of Cabeza Blanca (Chubut) and the first rodent radiation in Patagonia. Historical Biol. 27: 236 - 257

- VUCETICH, MARÍA GUIOMAR; DOZO M. T.; ARNAL MICHELLE; PÉREZ M. E. 2014. New rodents (Mammalia) from the late Oligocene of Cabeza Blanca (Chubut) and the first rodent radiation in Patagonia. Historical Biol. 1 - 23

- VUCETICH, MARÍA GUIOMAR, Diego H. Verzi, Jean-Louis Hartenberger. 1999. Review and analysis of the radiation of the south American Hystricognathi (Mammalia, Rodentia). Resúmenes de la Academia de las Ciencias - Series IIA - Earth and Planetary Science Ed. Elsevier.

- Vucetich, María Guiomar. 1989. Rodents (Mammalia) of the Lacayani Fauna revisited (Deseadan, Bolivia): comparison with new Chinchillidae and Cephalomyidae from Argentina. Bull. du Muséum national d'histoire naturelle 11 (4):233-247

### Libros
- * 2010. The Paleontology of Gran Barranca: Evolution and Environmental Change Through the Middle Cenozoic of Patagonia. Ed. Richard Madden, Richard Kay, Alfredo Carlini, Maria Guiomar Vucetich. Publicó Cambridge University Press, 448 p.